# Sefardové a orientální komunity
Sefardové a orientální komunity (hebrejsky: ספרדים ועדות מזרח, Sfaradim ve-Edot Mizrach) byla izraelská politická strana a jedna z předchůdkyň současného Likudu.

## Historie
Strana Sefardové a orientální komunity zastupovala sefardské a mizrachi Židy, kteří v Izraeli žili již před vyhlášením izraelské nezávislosti a byla součástí jak Minchelet ha-Am, tak prozatímní vlády (1948–1949).
V prvních parlamentních volbách v roce 1949 získala strana pod svým oficiálním názvem Seznam národní jednoty Sefardů a orientálních komunit celkem 3,5 % hlasů, což představovalo 4 poslanecké mandáty ve 120členném Knesetu. Čtyři zvolení poslanci (Moše Ben Ami, Elijahu Elijašar, Avraham Elmalich a Bechor-Šalom Šitrit) se stali součástí koaliční vlády Davida Ben Guriona ze strany Mapaj a Šítrit byl jmenován ministrem policie.
Před následujícími volbami v roce 1951 si strana změnila název na Seznam Sefardů a orientálních komunit, staromilci a imigranti. Ve volbách však zaznamenala propad a se ziskem 1,8 % hlasů obsadila pouhé dva poslanecké mandáty (tj. polovinu oproti předešlým volbám). Tyto dva mandáty si rozebrali Eliašar a Binjamin Sason, avšak strana nebyla přizvána do koaliční vlády.
Dne 10. září 1951 se strana sloučila se Všeobecnými sionisty, toho času druhou největší parlamentní stranou, čímž se stala vládní stranou (pátá a šestá vláda). Z šesté vlády však byli Všeobecní sionisté vyloučeni poté co se zdrželi při hlasování o důvěře vládě.
Někteří členové strany sloučení se Všeobecnými sionisty nepodporovali, a tak se část z nich odtrhla, aby založila novou stranu. Ani v následujících dvou volbách (1955, 1959) však nedokázali překročit volební práh.
Později se Všeobecní sionisté sloučili s Progresivní stranou, a dali tak vzniknout Liberální straně. Ta byla svého času třetí největší stranou Knesetu a později se sloučila s Cherutem, čímž vzniklo uskupení Gachal, z něhož se nakonec stal současný Likud.